# 安泰俄斯

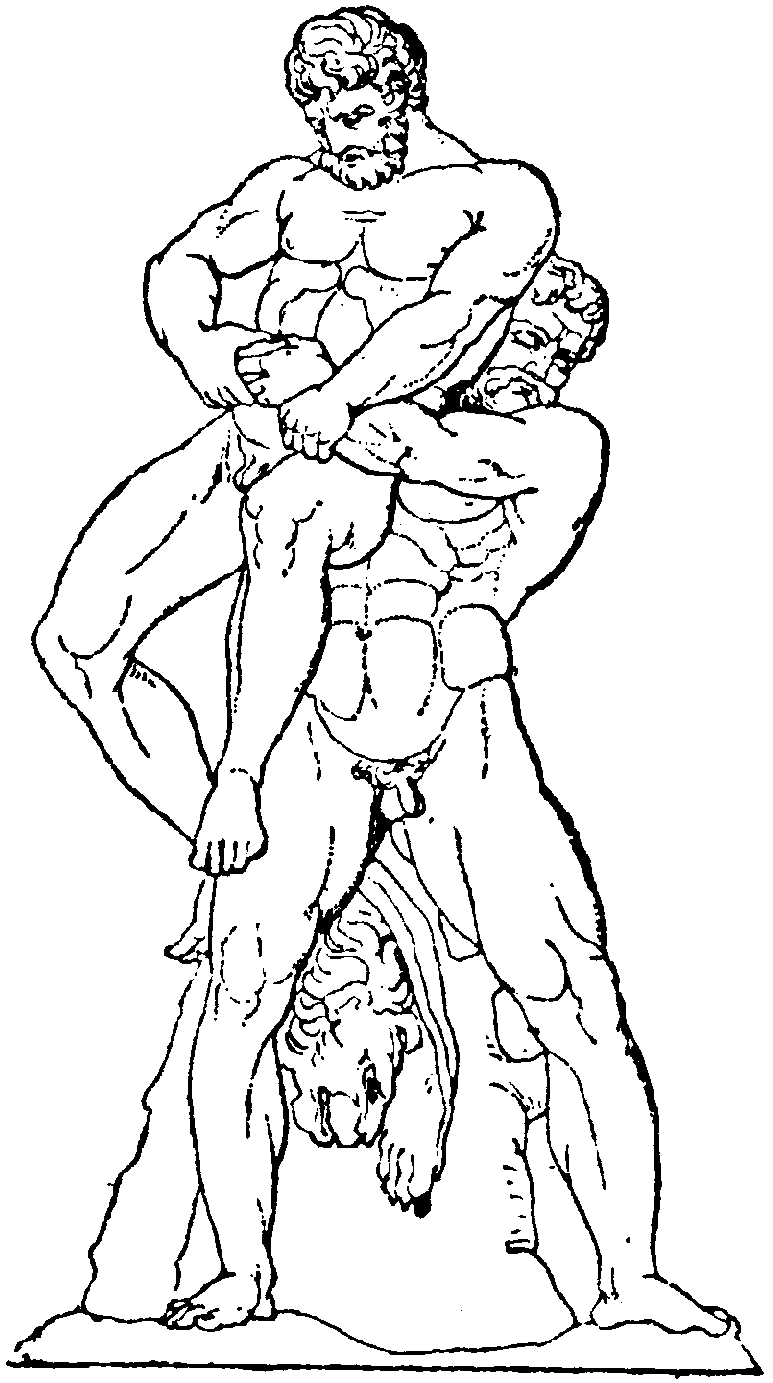
赫剌克勒斯与安泰俄斯搏斗

安泰俄斯（古希腊语：Ἀνταῖος）希腊神话中的巨人。在柏柏尔人的神话中有一个相似的形象，两者有可能是同源的。
希腊神话中，安泰俄斯是大地女神盖亚和海神波塞冬的儿子，居住于利比亚。他的妻子叫廷吉斯，他的女儿叫Alceis 或 Barce。安泰俄斯力大无穷，而且只要他保持与土地的接触，就可以从他的母亲盖亚那里获取无限的力量，从而不被打败。他强迫所有经过他的土地的人与他摔跤，希腊式摔跤通常的取胜方式是将对手压制在地面上。因为他母亲大地的帮助，他总是赢得比赛。然后他会杀死对手，并用对手的头颅给他父亲波塞冬建立一座神庙。
大力神赫剌克勒斯在完成他的第十一项工作的途中经过利比亚，安泰俄斯也要与他摔跤。他每次被压制，大地——他的母亲盖亚——都会治愈他的伤口，恢复他的力量，使他可以继续战斗。赫剌克勒斯发现了这一点，于是将安泰俄斯举到空中使其无法从盖亚那里获取力量，最后把他扼死了。现在人们常用安泰俄斯的故事来比喻精神力量不能脱离物质基础，或一个人不能脱离他的祖国和人民。
在古代的雕塑艺术中，安泰俄斯与赫剌克勒斯之战是常见的表现主题。但丁在《神曲》中引用了安泰俄斯的形象，说他是守卫地狱第9层的卫兵。海涅在他的诗中也引用过安泰俄斯的神话。
由于安泰俄斯-波塞冬神话与柏柏尔-利比亚神话的密切联系，希罗多德曾推测波塞冬最初可能是一个柏柏尔人的神，后来被希腊人吸收进他们的神话体系。

## 资料来源
本条目包含来自公有领域出版物的文本: Chisholm, Hugh (编).  (第11版). London: Cambridge University Press. 1911.